# Kaštel svaté Žofie
Kaštel svaté Žofie je původně gotický kaštel (zámeček) v Ružomberku z let 1397–1399. Je jedním z nejstarších písemně doložených kaštelů na Slovensku a národní kulturní památka.
Stavba ležící téměř na soutoku řek Revúca a Váh sloužila po demolici hradu Likava jako sídlo Likavského panství. Ve druhé polovině 19. století zde umístili sedrii či věznici a později se z kaštelu staly kasárna.
Kaštel byl nejstarší stavební památkou města, i když po mnoha přestavbách pocházely nejstarší zachované stavební prvky až ze 17. století. Kaštel se na konci 20. století nacházel v dezolátním stavu. Řetězec Ahold Retail Slovakia měl zájem o výstavbu hypermarketu Albert. Po dohodě s městem Ružomberok byla výstavba stavba obchodního centra povolena. Torzo kaštela je dnes součástí hypermarketu Hypernova.